# 須賀健太
須賀健太（（日语：／ Suga Kenta，1994年10月19日—）出生於日本東京都，電影男演員及藝人，隸屬Horipro事務所。

## 人物

### 簡歷
因對戰隊英雄感到羨慕，自4歲起開始加入演藝界成為演員，夢想成為大人後能扮演紅色戰士，這個夢想至今一直也沒有改變。
1999年開始參與了NHK連續小說《鈴蘭》及廣告等多數小角色的電視演出。

2002年於劇集《超級奶爸》首次擔任配角五十嵐明便引起了周邊的注目，其後活躍於電視及電影界。

2004年出演電影《雨鱒之川》之時，主演的資深女演員中谷美紀便於公開場合高調形容他為「日本第一兒童演員」。

2005年於橫掃日本電影學院奧斯卡的大電影《永遠的三丁目的夕陽》中飾演孤兒古行淳之介，簡短的對白卻入木三分的演出讓觀眾痛哭流涕的表現令人印象深刻，演技力與感染力之深令導演山崎貴也大為驚訝。

翌年（2006年）隨即主演電影《花田少年史 幽靈與秘密隧道》180度反其一貫形象，出色地演繹性格頑劣的花田一路，因而獲得了第30屆日本電影學院奧斯卡優秀新人獎，一度以12歲之齡打破了安達祐實和神木隆之介的最年輕得獎者紀錄。

2006至2007年拍攝《永遠的三丁目的夕陽2》時，兩年期間（續集內容設定為首集的4個月之後）一度因青春期長高18cm（連帶變聲）而令導演苦惱不已。

2007年因劇集《美食偵探王2》與共同演出的東山紀之和森田剛組成限定期的組合TRIO THE SHAKiiiN首度以歌手身份演出歌曲。

2008年至2010年間與女星平山綾合作為日本迪士尼頻道初次擔任節目主持。

2009年主演《天才小釣手》時，被導演瀧田洋二郎在公映會上稱「為演出主角三平而生」。

2010年初次主演電視連續劇《新撰組 PEACE MAKER》。

2010年4月起入讀堀越高等學校的TRAIT班，至2013年3月畢業。

2012年4月由Central Group轉至Horipro事務所。

2013年4月起入讀日本大學藝術學部電影學科。

2014年出演電影《甜蜜的游泳池畔》以狂亂的演技備受矚目。他認為「世人對我都是《三丁目的夕陽》裏淳之介的那個乖乖形象，我想把一直以來的形象打破」。

### 性格及特徵
- 小時候於《超級奶爸》、《大奧》、《美食偵探王》、《ZOO 七個房間》、《永遠的三丁目的夕陽》 等多部劇集電影演出的哭泣演技總是驚人，給觀眾的感覺又總是可憐又寂寞的乖小孩，但實際是個極頑皮的孩子，這點在拍攝《花田少年史》時，導演水田伸生、演員北村一輝以至本人等均證實了。
- 以成為阿部貞夫、生瀬勝久、濱田岳那樣的演員作為目標[9]。
- 喜歡的女性類型是天海祐希。[10]
- 形容自己是個多說話的人，希望交往的女朋友也是樂於說話的人。
- 與小越勇輝是好友，經常一起去迪士尼和唱卡拉OK，形容關係就像相聲裏的發呆役(自己)和吐槽役(小越)。
- 小時候與神木隆之介非常友好，曾一起到交通博物館遊覽。
- 在《學校的階梯》拍攝時經常跟廣瀨鈴分享和研究演技心得，讓廣瀨第一次感受到演戲是很快樂的，從前視演戲為苦差,他卻讓自己學懂享受演戲。認為他是同輩中演技最好的，對他十分尊敬，希望能「在感動人的程度上不輸給他」。[11]
- 在拍攝完成《永遠的三丁目的夕陽2》時曾與導演山崎貴約定將來繼續合作電影拍攝。2010年因到山崎貴執導的電影《宇宙戰艦大和號》拍攝場探班被邀請協助拍攝，即場決定參與友情演出。[12]

- 擅長後空翻，喜歡收集帽子、遊戲咭、機械人模型和玩遊戲機。
- 持有劍道初段證書。
- 曾於電視上表示喜歡諧星組合「タカアンドトシ」。
- 愛好《三國志》及《One Piece》系列的遊戲，曾表示長大後要參與類似《三國志》的電影製作。
- 參與《獸拳戰隊激氣連者》演出時，初次面對打鬥場面和爆炸場面的熾熱感，令他更加希望成為動作演員。
- SMAP成員香取慎吾在節目中表示其是他一個很在意的兒童演員，而須賀健太在2013年仍有到SMAP的演唱會[13]。2015年香取慎吾因須賀20歲成人而送禮物往經理人公司後得不到回覆，此事其後被傳媒和網絡大肆報導，翌日尊尼公司網頁中的慎吾事典記載了須賀健太因此事而特意到香取的拍攝場地道歉，讓香取感非常不好意思[14]。2017年須賀健太23歲生日，香取慎吾送了印有須賀健太名字的浴簾作為生日禮物，被須賀形容為「作為演員也好，人也好，即使要死也要很珍惜的寶物」[15]。
- 2014年接受電視訪問時直認作為童星時過大的名氣一直困擾著20歲的他，承認樣子沒什麼改變也令人對他的年齡有所誤會。
- 2022年1月被傳媒拍下與女星長尾寧音的親密照及被爆同居中，其後須賀和長尾均不置可否地表示希望外界多重點關注自己的作品和演出，而事務所均以「私人事不作評論」回應。
- 很不擅長跟初次合作的人打招呼和溝通，自說是個怕生的人。
- 希望嘗試擔演醫生，律師等角色。

## 主要演出作品

### 電視劇
- 《超級奶爸（日语：人にやさしく）》（待人和善） - 2002年1月7日 富士電視台　※ 五十嵐明
- 《東京獨門獨院（日语：東京庭付き一戸建て）》 - 2002年7月10日 日本電視台　※ 福田夏樹
- 《忍風戰隊破裏劍者》第16〜18集 - 2002年 朝日電視台　※ 正平
- 《天使の歌声 〜小児病棟の奇跡〜（日语：天使の歌声 〜小児病棟の奇跡〜）》 - 2002年8月9日  CX　※ 柳瀬川一馬
- 《暗夜病棟（日语：ナイトホスピタル〜病気は眠らない〜）》  - 2002年10月14日 ytv　※ 大久保禮
- 《動物のお医者さん》第4集 - 2003年4月 朝日電視台　※ 中井拓海
- 《監察医・篠宮葉月 死体は語る（日语：監察医・篠宮葉月 死体は語る）》第3集 - 2003年5月21日 東京電視台　※ 水上翼
- 《女婿大人》第8、9集 - 2003年4月 富士電視台　※ 吉川大
- 《鑽石女郎（日语：ダイヤモンドガール）》第2集 - 2003年4月 富士電視台　※ 武宮守
- 《幸福的王子（日语：幸福の王子）》第2、3集 - 2003年7月 日本電視台　※ 守
- 《密會之宿（日语：密会の宿）》 第1集 -2003年7月30日 東京電視台　※ 桑野翔太
- 《相棒 2nd season》第9集「少年與金幣」 -  2003年10月 朝日電視台　※ 小田島雅彦
- 《VICTORY！フットガールズの青春》 - 2003年11月 富士電視台　※ 足田天一
- 《火線先鋒大吾》第6集　- 2004年1月 富士電視台　※ 平勇氣
- 《昨日的朋友是今日的敵人？（日语：昨日の友は今日の敵?）》 - 2004年1月 NHK　※ 日高洋介
- 《世界奇妙物語 - 「サイゴノヒトトキ」》- 2004年3月 富士電視台　※ 少年
- 《ディビジョン1 「2H（日语：ディビジョン1#ステージ5『2H』）」》 - 2004年8月 富士電視台　※ 館野浩志
- 《拉麵王》 - 2004年10月 日本電視台　※ 天野太朗
- 《大奥～第一章～》 - 2004年10月7日 富士電視台　※ 竹千代（幼年的德川家光）
- 《金曜エンタテイメント（日语：金曜エンタテイメント）熱血單親爸爸～新聞記者・新庄圭吾的事件簿～1・2》 - 2004及2005年10月 富士電視台　※ 新庄暖
- 《大奥～第一章～SPECIAL『桜散る』（日语：大奥 (テレビドラマ)#2004年製作・作品内容）》（大奥～第一章～特別篇 櫻花落） - 2005年4月8日 富士電視台　※ 德松
- 《スタートライン-涙のスプリンター》（起跑線-哭泣的短跑選手） - 2005年12月 富士電視台　※ 土橋伸宏
- 《美食偵探王》 - 2006年1月14日 日本電視台　※ 金田一
- 《暴力刑事（日语：らんぼう）》 - 2006年1月 日本電視台　※ 宮原明人
- 《戰國自衛隊 關原之戰2（日语：戦国自衛隊#ドラマ版）》 - 2006年 日本電視台　※ 宇喜多秀高
- 《美食偵探王 SP》 - 2006年9月30日 日本電視台　※ 金田一
- 《我的人生路（日语：僕の歩く道）》 - 2006年10月10日 富士電視台　※ 大竹幸太郎
- 《美食偵探王2》 - 2007年4月14日 日本電視台　※ 金田一
- 《獸拳戰隊激氣連者》第31集 - 2007年9月 朝日電視台　※ 新一
- 《彗星物語（日语：彗星物語）》 - 2007年12月3日 TBS　※ 城田恭太
- 《來自美海的賀年卡（日语：美ら海からの年賀状）》 - 2007年12月14日 TBS　※ 森田和也
- 《瞳（日语：瞳_(2008年のテレビドラマ)）》第3～4週 - 2008年4月 NHK　※ 岡本鐵平
- 《紅鼻子老師（日语：赤鼻のセンセイ）》 - 2009年7月8日 日本電視台　※ 和田雅樹
- 《陽炎の辻スペシャル～居眠り磐音 江戸双紙〜（日语：陽炎の辻〜居眠り磐音 江戸双紙〜）》 - 2010年1月1日 NHK　※ 設樂小太郎
- 《新撰組 PEACE MAKER》 - 2010年1月20日 TBS　※ 市村鐵之助（主角）
- 《宇宙犬作戰（日语：宇宙犬作戦）》第10集前篇及後篇 - 2010年9月 東京電視台　※ 儒部
- 《犬消失之日（日语：犬の消えた日）》 - 2011年8月12日 日本電視台　※ 寺島元太
- 《太陽公公（日语：おひさま_(テレビドラマ)）》第140集 - 2011年9月13日 NHK　※ 筒井一郎
- 《家族八景（日语：家族八景）》 第2集 - 2012年1月26日　TBS　※ 桐生忠二
- 《Dirty Mama!（日语：ダーティ・ママ!）》第8集 - 2012年2月29日 日本電視台　※ 深澤太郎
- 《新春大型時代劇「白虎隊」（日语：白虎隊〜敗れざる者たち）》 - 2013年1月2日 東京電視台　※ 飯沼貞吉
- 《So long!》 第1話 - 2013年2月11日 日本電視台　※ 森澤直澄
- 《抓住明日的光-（日语：明日の光をつかめ#第3シリーズ）》 - 2013年7月1日 富士電視台　※ 松井翔太
- 《淋しい狩人》（寂寞的獵人） - 2013年9月20日 富士電視台　※ 岩永稔
- 《文日和》第2集 - 2014年1月13日 日本電視台　※ 柄本
- 《無終結的故事（日语：おわらないものがたり）》 - 2014年8月2日 富士電視台　※ 野之辺徹
- 《金田一少年之事件簿N（neo）》 第7集 - 2014年9月6日 日本電視台　※ 島津匠
- 《學校的階梯》  - 2015年1月10日 日本電視台　※ 油森哲夫
- 《なんでやねん受験生》( 搞甚麼 應考生) - 2015年8月30日 富士第二電視台　※ 口罩人
- 《金之殿（日语：金の殿 ～バック･トゥ･ザ･NAGOYA～）》- 2017年1月13日 CBC TV　※ 徳川宗春（主角）
- 《沒有一句謊言（日语：嘘なんてひとつもないの）》 - 2017年3月7日 NHK　※ 山崎真（主角）
- 《總覺得鄰家更幸福》 - 2018年1月18日 富士電視台　※ 矢野朋也
- 《江戶前的旬（日语：江戸前の旬）》 - 2018年10月13日 BSTV東京　※ 柳葉旬（主角）
- 《Innocence 冤罪律師》第6話 - 2019年2月23日 日本電視台　※ 樽前裕也
- 《JOKER×FACE》（JOKER×FACE）第7、8話 - 2019年 富士電視台　※ 川村
- 《青色校警·嶋田隆平》- 2021年1月12日 - 3月16日 關西電視台 ※ 新津清
- 《研修醫別哭（日语：泣くな研修医）》第4 - 7話 - 2021年5月15日 - 6月5日 朝日電視台　※ 石井直太朗
- 《警視廳零系（日语：警視庁ゼロ係〜生活安全課なんでも相談室〜）》第五季 - 2021年6月4日 東京電視台　※ カブト
- 《副教授・高櫬彰良的推測（日语：准教授・高槻彰良の推察）》※ 難波要一
  - Season1（2021年8月7日 - 9月25日、富士電視台）
  - Season2（2021年10月10日 - 11月28日、WOWOW）
- 《正義的天秤（日语：正義の天秤）》第3話 - 2021年10月9日 NHK綜合　※ 中江雄聖
- 《螺旋的迷宮-遺傳因子搜查-》第3話 - 2021年10月29日 東京電視台　※ 松木宏
- 《必殺仕事人 2022》- 2022年1月9日 ABC電視台・朝日電視台　※ 魚河岸の勘太
- 《與你在世界終結之日》特別篇 - 2022年2月25日 日本電視台　※ 室田シンジ
- 《家政夫三田園 5》第6話 - 2022年5月27日 朝日電視台　※ 島津啓太
- 《新・信長公記～同班同學是戰國武將～》- 2022年7月24日－9月25日 日本電視台　※ 加藤清正
- 《奧塞羅》- 2022年7月25日－10月10日 ABC電視台　※ 遠山雄一
- 《靈媒偵探城塚翡翠》第3話 - 最終話 - 2022年10月30日－ 11月13日 日本電視台　※ 蛯名海斗
- 《invert 城塚翡翠 倒敘集》- 2022年11月20日・12月4日 - 25日 日本電視台　※ 蛯名海斗
- 《量產型璃子～另一位女子的塑膠模型人生組裝記～》第2話 - 2023年7月7日　東京電視台 ※ 白川悟
- 《湯遊Wonderland》- 2023年7月16日－10月1日 BS東視 ※ やっちゃん
- 《科搜研之女 Season23》最終話 - 2023年10月4日 朝日電視台　※ 八木下大輔
- 《再見了老師》- 2024年1月23日－3月26日 日本電視台　※ 兒玉俊
- 《ACMA:GAME 惡魔遊戲》第1話 - 2024年4月7日 日本電視台　※ 丸子光秀

### 電影
- 《J-Horror Theater（日语：Jホラーシアター）「感染（日语：Jホラーシアター#『感染』）」》 - 2004年 東寶系公映　※ 狐狸面少年
- 《雨鱒之川》 - 2004年11月13日公映　※ 加藤心平（少年時期）
- 《哥吉拉 FINAL WARS》 - 2004年 東寶系公映　※ 田口健太
- 《永遠的三丁目的夕陽》 - 2005年 東寶系公映　※ 古行淳之介
- 《ZOO「七個房間」》- 2005年公映　※ 智司
- 《花田少年史 幽靈與秘密隧道》 - 2006年 松竹系公映　※ 花田一路（主角）
- 《椿山課長之七日間》 - 2006年11月18日 松竹系公映　※ 椿山陽介
- 《コワイ女“うけつぐもの”》（鬼女魔咒“傳承”） - 2006年公映　※ 菱沼道男
- 《舞妓哈哈哈》 - 2007年 東寶系公映　※ 攝影小鬼
- 《三丁目的夕陽2》 - 2007年11月3日 東寶系公映　※ 古行淳之介
- 《瀕死之綠（日语：死にぞこないの青）》 - 2008年8月30日公映　※ 佐佐木昌央（主角）
- 《天才小釣手》 - 2009年3月20日 東映系公映　※ 三平三平（主角）
- 《櫻田門外之變》 - 2010年10月16日 東映系公映　※ 高橋莊左衛門
- 《宇宙戰艦大和號》 - 2010年12月1日 東宝系公映　※ 避難少年
- 《永遠的三丁目的夕陽 64年》 - 2012年1月21日 東寶系公映　※ 古行淳之介
- 《假面騎士×假面騎士 Wizard & Fourze MOVIE大戰Ultimatum》 - 2012年12月8日 東映系公映　※ 風田三郎、蛹超人、閃電人
- 《ひまわり~沖縄は忘れない、あの日の空を~》(向日葵 沖繩忘不了那天的天空) - 2013年1月公映 ※ 石嶺琉一
- 《假面騎士×超級戰隊×宇宙刑事 超級英雄大戰Z》 - 2013年4月27日 東映系公映　※ 蛹超人、閃電人、激氣紅（聲演）
- 《生贄のジレンマ》（祭品的困境） - 2013年7月13日公映　※ 篠原純一（主角）
- 《不安的種子》- 2013年7月20日公映　※ 畑野誠二
- 《昼も夜も》（Lifeline）  - 2014年4月10日公映　※ 好男
- 《甜蜜泳池邊》 - 2014年6月14日公映　※ 太田年彦（主角）
- 《青鬼》  - 2014年7月5日公映　※ 駿
- 《怪女孩（日语：でーれーガールズ）》 - 2015年2月14日公映　※ 鈴木淳
- 《媚空（日语：媚空 -ビクウ-）》 - 2015年11月14日公映　※ 代知
- 《未来のカケラ》（未來的碎片） - 2016年2月7日公映　※ 小野寺壯太（主角）
- 《シマウマ》（斑馬） - 2016年5月21日公映　※ 明定
- 《外地警察 dirty yellow boys（日语：ディアスポリス 異邦警察# 「ダーティー・イエロー・ボーイズ」篇）》 - 2016年9月14日公映　※ 周
- 《生日卡片》- 2016年10月22日公映　※ 鈴木正男
- 《獸道》 - 2017年公映　※ 亮太（主角）
- 《雙生薄荷（日语：ダブルミンツ）》 - 2017年公映　※ 市川光央（高中時期）
- 《ちょっと待て野球部!》（等一下棒球部） - 2018年1月27日公映　※ 大堀廣揮（主角）
- 《サイモン&タダタカシ》（柴門與多田貴志） - 2018年公映　※ 多田貴志（主角）
- 《完美世界 與你在一起的奇跡》= - 2018年10月5日松竹公映　※ 是枝洋貴
- 《凜》 - 2019年2月22日公映　※ 石倉優太（大佛）
- 《『遮那王』お江戸のキャンディー3》（遮那王3） - 2019公映　※ 源義經（主角）

### 其他電視節目
- 《謎を解け!まさかのミステリー レギュラーコーナー「名探偵健太が行く！」》 - 2004～2006年 日本電視台
- 《客席嘉賓（日语：ダウンタウンDX）》 - 2006年
- 《OH!バンデス（日语：OH!バンデス）》（專訪嘉賓，水田伸生共同演出） - 2006年8月10日
- 《メレンゲの気持ち（日语：メレンゲの気持ち）》（專訪嘉賓之一） - 2006年
- 《SMAPXSMAP》（短劇嘉賓，中居正廣、稻垣吾郎共同演出） - 2006年
- 《踊る!さんま御殿!!（日语：踊る!さんま御殿!!）》（客席嘉賓） - 2007年4月
- 《歌番》（組合專訪及演唱） - 2007年6月
- 《Music Station》（組合演唱） - 2007月6月
- 《おしゃれイズム（日语：おしゃれイズム）》（專訪嘉賓） - 2007年6月17日
- 《27時間TV 2007（日语：FNS27時間テレビ (2007年)）》（客席嘉賓）- 2007年7月29日
- 《ダウンタウンDX》（客席嘉賓） - 2007年10月25日
- 《天才！志村動物園》（客席嘉賓） - 2007年
- 《2時っチャオ!》（客席宣傳） - 2007年12月
- 《世界超豪華列車ＧＯ！南非篇》（嘉賓主持） - 2008年4月
- 《さんぷんまる（日语：さんぷんまる）》（受訪嘉賓） - 2008年4月17日
- 《ディズニー365》（節目主持） - 2008年5月至2010年9月
- MBC特備節目《ウミガメが教えてくれること》（自海龜身上學到的事） - 2009年3月 TBS
- 《GURU GURU 99》（客席嘉賓） - 2009年 日本電視台
- 《はなまるマーケット（日语：はなまるマーケット）》（專訪嘉賓）- 2010年1月7日 TBS
- 《世界まる見え！DX特別版（日语：世界まる見え！テレビ特捜部）》（專訪嘉賓）- 2011年8月7日 日本電視台

### 舞台劇
- horipro年輕演員舞台第3彈公演「少しはみ出て殴られた」- 2012年　※ 砂狸悟（主角）
- 井上沙士比亞第2彈公演「鉈切り丸」- 2013年　※ 源義經
- 「體操男孩FINAL」- 2014年　※ 火賀淳平
- 「火影忍者」- 2015年 ※ 我愛羅
- 「排球少年」-2015年 ※ 日向翔陽（主角）

### 電視動畫
- 新我們這一家 - 2016年3月22日 Animax　※ 大野[16]

### 其他視聽演出

#### 歌曲CD／PV
- 「她_(aiko專輯)」裏的PV - 女歌星Aiko的青梅竹馬　※ 小尊（2006年）
- 愛的蕃茄意大利麪（日语：愛しのナポリタン）（2007年）

#### 遊戲
- 「428：被封鎖的澀谷」 ※ 風間拓也（2008年12月4日）

#### 聲音廣播劇
- 依踏依踏　（2013年2月 youtube播放）
- 被祝福者們　※ 黑木琢磨（主角）　（2013年3月2日 NHK-FM播放）
- 西遊記 前編-後編　※ 孫悟空　（2014年4月 TBS radio播放）
- 大神的末裔　※ 伊達慎二　（2014年11月17日 播放）
- 庸碌之夜　※ 矢野浩二　（2014年12月13日 NHK-FM播放）

### 廣告
- 富士照相菲林（2006年）
- UR住宅信貸（2007年）
- 警視廳 滅罪之星海布（2007年）
- Eyefull Home（2009年）
- Konami - Pop'N Music（2009年）

## 獎項
- 第30屆日本電影金像獎 - 最佳新人獎 - 《花田少年史 幽靈與秘密隧道》 - 2007年
- 第17屆日本電影影評人大獎 - 審查員特別演技獎 - 《永遠的三丁目的夕陽2》 - 2008年
- 第18屆開羅國際兒童電影節 - 最佳個人長編電影銀獎 - 《花田少年史 幽靈與秘密隧道》 - 2008年

## 外部連結
- 須賀健太官方網站
- 須賀健太的X（前Twitter） （页面存档备份，存于）
- 須賀健太的Instagram帳戶
- YouTube上的須賀健太頻道